# Richard Martin (1er baronnet)
Pour les articles homonymes, voir Richard Martin et Martin.
Richard Biddulph Martin, 1er baronnet (12 mai 1838 - 23 août 1916) est un banquier britannique et un homme politique du Parti libéral (et plus tard unioniste libéral).

## Biographie
Il est l'aîné des deux fils de Robert Martin (1808–1897) d'Overbury Court près de Tewkesbury dans le Gloucestershire et de sa femme, Mary Ann (décédée en 1892), qui est la fille de John Biddulph de la société bancaire Cocks, Biddulph &amp; Co. Son frère cadet John Biddulph Martin (en) est également banquier et statisticien. Robert Martin est un associé de la Grasshopper Bank, qui devient plus tard la Martins Bank.
Il fait ses études à Harrow School et à Exeter College, Oxford, avant de rejoindre la banque de son grand-père maternel . Il devient plus tard l'un des fondateurs de la British North Borneo Company et de l'Institute of Bankers.
Martin se présente pour la première fois aux élections à la Chambre des communes lors des élections générales de 1868, lorsqu'il est candidat malheureux dans la circonscription orientale du Worcestershire. Il échoue à nouveau lors de sa candidature suivante, aux élections générales de 1880 dans la ville de Londres.
Cependant, 3 mois plus tard, il est élu député de Tewkesbury lors d'une élection partielle tenue en juillet 1880 après que le résultat des élections générales d'avril ait été annulé sur pétition. Plusieurs de ses ancêtres ont occupé le siège dans le passé, mais Richard est le dernier Martin à représenter Tewkesbury . L'arrondissement parlementaire de Tewkesbury est aboli en vertu du Reform Act de 1885 et remplacé par une circonscription de comté plus large du Gloucestershire.
Aux élections générales de 1885, il ne se présente pas aux élections dans la nouvelle circonscription Tewkesbury du Gloucestershire, se présentant à la place à Chelmsford dans l'Essex, mais sans succès.
Lorsque le Parti libéral se divise sur le Home Rule irlandais, il rejoint le Parti unioniste libéral dissident et se présente comme unioniste libéral dans la circonscription d'Ashburton dans le Devon, encore une fois sans succès. Il est finalement élu au Parlement lors des élections générales de 1892 en tant que député de Droitwich dans le Worcestershire, en remplacement du libéral unioniste John Corbett, qui a pris sa retraite. Martin resté députe de Droitwich jusqu'à ce qu'il se retire aux élections générales de 1906.
Il est fait baronnet le 12 décembre 1905, d'Overbury Court, dans le Gloucestershire. Il est mort sans enfant et le titre s'éteint à sa mort.
Il est premier directeur de la Fishmongers 'Company de 1899 à 1900, et président de la Royal Statistical Society de 1906 à 1907 .